# Shigeki Morimoto
Shigeki Morimoto (japonès: 森本茂樹, nascut l'1 d'octubre del 1967) és un programador i dissenyador de videojocs que treballa a Game Freak. Ha participat en el desenvolupament de gairebé tots els jocs de la sèrie principal de Pokémon des de Pokémon Red i Pokémon Green, versions en les quals va fer de programador, inventor del sistema de batalla i creador del Pokémon Mew. Ha sigut director de jocs més recents de la sèrie. També surt com a enemic als jocs Pokémon Black i Pokémon White.